# حورية آدم
حورية آدم (بالإندونيسية: Huriah Adam)‏ (1936 – 1971 م) هي فنانة رقص إندونيسية. ولدت في بادنغ (بانجانغ)، سومطرة الغربية، وتوفيت عن عمر يناهز 35 عاماً في المحيط الهندي.